# Canthon coloratus
Canthon coloratus е вид бръмбар от семейство Листороги бръмбари (Scarabaeidae).

## Разпространение и местообитание
Видът е разпространен в Боливия, Бразилия (Гояс), Перу и Френска Гвиана.
Обитава наводнени райони и гористи местности.